# Walter Bathe
Walter Bathe (Proboszczów, 1º dicembre 1892 – Cesenatico, 18 settembre 1959) è stato un nuotatore tedesco.

## Biografia
Fu detentore del primato per quanto riguarda i record mondiale dei 100 m rana, vasca lunga prima con 1'18"4, primato che egli stesso migliorò con 1'17"8 il 18 dicembre 1910 a Budapest, Ungheria.
Vinse due medaglie d'oro ai Giochi della V Olimpiade nei 200m rana con 3:01.8 e nei 400m rana con 6:29.6.
Durante la sua carriera vinse oltre 600 trofei, ma le due medaglie d'oro che aveva ricevuto dal re di Svezia furono le uniche a sopravvivere alla seconda guerra mondiale.

## Riconoscimenti
- International Swimming Hall of Fame 1970.